# Bart Carpentier Alting
Albertus „Bart” Carpentier Alting (ur. 12 marca 1954 w Willemstad na wyspie Curaçao) – pochodzący z Antyli Holenderskich sportowiec, uczestnik zimowych igrzysk olimpijskich w Calgary (1988) i Albertville (1992).
Carpentier Alting wychowywał się w Wassenaar w Holandii. W dzieciństwie grał w hokej na lodzie oraz tenis, a w późniejszym okresie grał także w piłkę nożną i krykiet. W liceum uprawiał szybownictwo. Gdy w 1981 Holenderski Komitet Olimpijski (NOC) zaproponował chętnym 200 tys. guldenów za trenowanie mało popularnych dyscyplin – bobslejów i saneczkarstwa – Carpentier Alting zainteresował się także tymi sportami zimowymi.
Wobec niewielkich szans na spełnienie wymagań stawianych przez NOC (miejsce w pierwszej ósemce na świecie), Carpentier Alting zwrócił się do Komitetu Olimpijskiego Antyli Holenderskich, skąd pochodził. Ostatecznie udało mu się namówić antylskie władze na stworzenie reprezentacji bobslejowo-saneczkarskiej.
W 1983 drużyna brała udział w saneczkarskich mistrzostwach świata w Lake Placid. Już na miejscu okazało się, że wszyscy uczestnicy odbywających się dwa tygodnie później mistrzostw świata w bobslejach otrzymują 1000 dolarów na pokrycie kosztów. Dlatego też reprezentacja Antyli Holenderskich, choć w pożyczonym bobsleju, wystartowała również i w tej imprezie.
Dzięki temu udało się zrealizować „egzotyczny” pomysł wysłania ekipy na Igrzyska w Calgary w 1988. Podczas ceremonii otwarcia Igrzysk Carpentier Alting był chorążym dwuosobowej reprezentacji. W konkurencji dwójek bobslejowych startował razem z Bartem Drechselem. Antylska osada zajęła ostatecznie 29. miejsce (na 41 startujących), wyprzedzając między innymi osadę Jamajki znaną chociażby z filmu Reggae na lodzie. Prócz bobslejów, reprezentant Antyli Holenderskich wystąpił także wśród saneczkarzy – w konkurencji jedynek zajął 36. miejsce, ostatnie wśród tych, którzy ukończyli cztery przejazdy.
Cztery lata później, w Albertville, Antyle Holenderskie ponownie wystawiły dwuosobową reprezentację. Carpentier Alting raz jeszcze startował w dwójkach bobslejowych (wraz z Dudleyem den Dulkiem). Osada z Antyli, pomimo straty nieprzekraczającej 10 sekund, zajęła tam 37. miejsce na 46 startujących zespołów.
| Igrzyska         | Data              | Konkurencja             | Partner         | Rezultat | Strata   | Pozycja |
| ---------------- | ----------------- | ----------------------- | --------------- | -------- | -------- | ------- |
| Calgary 1988     | 14–15 lutego 1988 | saneczkarstwo (jedynki) | –               | 3:29,913 | 0:24.365 | 36      |
| Calgary 1988     | 20–21 lutego 1988 | bobsleje (dwójki)       | Bart Drechsel   | 4:03,73  | 0:50.25  | 29      |
| Albertville 1992 | 15–16 lutego 1992 | bobsleje (dwójki)       | Dudley den Dulk | 4:13,09  | 0:09.83  | 37      |